# Tom Rafferty
Tom Rafferty (Syracuse, Nueva York; 2 de agosto de 1954-Windsor, Colorado; 5 de junio de 2025) fue un jugador estadounidense de fútbol americano que jugó catorce temporadas en la NFL con los Dallas Cowboys en las posiciones de guard y centro y fue campeón del Super Bowl XII.

## Carrera
A nivel universitario jugó para Penn State Nittany Lions, dirigidos por Joe Paterno con el que jugó de liniero ofensivo. En 1973 Rafferty fue parte del equipo que terminó invicto (12-0). Como junior fue titular en 1974 y dos veces elegido en el equipo UPI All-East, además de una selección como All-American en 1975. En 1988 fue inducido al Greater Syracuse Sports Hall of Fame.
Rafferty fue seleccionado por los Dallas Cowboys en la cuarta ronda (119° global) del Draft de la NFL de 1976. En su año de novato fue el suplente de Blaine Nye. Al año siguiente se convirtió en el guard derecho titular donde también era el long snapper para los goles de campo y puntos extra, ayudando a ganar el Super Bowl XII sobre los Denver Broncos.
En ese periodo el center titular John Fitzgerald apodó a la línea ofensiva de los Cowboys como «Four Irishmen and a Scott», la cual estaba conformada por él, Rafferty, Pat Donovan, Jim Cooper y Herb Scott.
Conocido en el equipo como «Raff», se convirtió en uno de los mejores linieros de la historia de los Cowboys por su ética de trabajo, durabilidad y versatilidad. En 1981 pasó a jugar de center luego de que el titular Robert Shaw tuviera que retirarse por una lesión en la rodilla, siendo el ancla de la línea ofensiva que guio a los Cowboys a dos finales de conferencia.
En 1989 Rafferty fue titular en los primeros ocho partidos hasta que el novato Mark Stepnoski tomó su lugar como center. Él anunció su retiro el 21 de abril de 1990. Jugó 221 partidos con los Cowboys, 167 de manera consecutiva, la mayor cantidad en la historia de los Cowboys. Jugó 18 partidos de playoff y dos Super Bowls (XII, XIII).

## Tras el retiro
Rafferty se graduó de bachiller en ciencias en educación física en Penn State University en 1976, y luego sacó la maestría en administración de negocios en University of Dallas.
Vivió con su esposa Donna y sus hijos Michael y Rachel en Keller, Texas, donde fue gerente regional de ventas para Sports Supply Group, una compañía de suplementos deportivos en Dallas. En abril de 2008 sufrió un desorden neurológico por contraer mielitis transversa, que lo hizo usar una caminadora y una silla de ruedas cuando estaba recibiendo tratamiento para volver a caminar.
Rafferty murió el 5 de junio de 2025 a los setenta años a causa de un ataque cardiaco.